# Railway Mania
Railway Mania ("manía de los ferrocarriles" en lengua inglesa) es la denominación historiográfica de una burbuja especulativa que tuvo lugar en Gran Bretaña en la década de 1840. Siguió un patrón común a otros fenómenos del mismo tipo: a medida que se incrementaba el precio de las acciones de las compañías ferroviarias, cada vez más capital y especuladores llegaban al mercado, hasta que se produjo el inevitable colapso.
Alcanzó su cénit en 1846, cuando se aprobaron no menos de 272 Acts of Parliament permitiendo nuevas compañías ferroviarias, sumando las nuevas rutas propuestas unas 9500 millas (15 288,7 km) de nuevas vías. Cerca de un tercio de ellas nunca se construyeron. Las empresas, o bien quebraron a causa de su deficiente planificación financiera, o bien fueron compradas por sus competidoras antes de que pudieran construir su propia línea, o bien se convirtieron en empresas fraudulentas para desviar el dinero de los inversores a otros negocios.
Hubo otros episodios de railway mania en años posteriores, siendo el más notable el tercero y último de ellos, en el contexto de la crisis de 1866 (bancarrota de Overend, Gurney and Company).

## Causas

Viaje inaugural del Liverpool and Manchester Railway (pintura de A.B. Clayton).

La línea Liverpool-Manchester (L&M), primera del mundo, se abrió en 1830, demostrando su éxito en el transporte tanto de pasajeros como de carga. Los años finales de la década de 1830 y los primeros de la de 1840 significaron un ralentizamiento del crecimiento económico británico. La tasa de interés crecía, haciendo más atractiva la inversión en bonos del Estado, mientras el descontento político y social retraía a particulares y bancos de la inversión de las grandes sumas necesarias para la construcción de ferrocarriles (L&M costó 637,000 £ -en libras de 2015, más de 55 millones-).
A mediados de la década de 1840, la economía y las industrias manufactureras crecían de nuevo. El Banco de Inglaterra recortó los tipos de interés, haciendo menos atractiva la inversión en bonos. Las acciones de las compañías ferroviarias existentes comenzaron a subir su cotización, al mismo tiempo que crecía su negocio de transporte tanto de pasajeros como de carga, haciéndose atractivas para muchos inversores.
Fue crucial el crecimiento del número de inversores en los negocios británicos. La Revolución industrial estaba creando una nueva creciente clase media. Mientras que los negocios anteriores dependían de la inversión de un menor número de bancos, hombres de negocios y ricos aristócratas, las compañías ferroviarias que se proponían contaban con un público inversor mucho más amplio, formado por un amplio sector de la población, informada y con ahorros que invertir. En 1825 el gobierno había derogado la Bubble Act, que desde la desastrosa South Sea Bubble de 1720 había puesto estrechos límites a la formación de nuevas empresas (business ventures) y, lo que aún era más importante, limitaba las llamadas joint stock companies ("sociedad por acciones") a un máximo de cinco inversores distintos. Con tales límites removidos, cualquiera podía invertir dinero en nuevas compañías, en un momento en que las ferroviarias parecían ser un tipo de "empresa a prueba de tontos" (foolproof venture). La difusión de periódicos como medio de comunicación y el surgimiento del moderno mercado bursátil (stock market) hizo fácil para las compañías promoverse a sí mismas y facilitar la inversión del público general. Las acciones podían comprarse con un depósito del 10%, reservándose la compañía ferroviaria el derecho a reclamar el resto en cualquier momento. Los ferrocarriles habían sido promocionados tan insistentemente como una "empresa a prueba de tontos" que miles de inversores de rentas modestas compraron gran número de acciones aunque sólo fueran capaces de permitirse pagar el depósito. Muchas familias invirtieron todos sus ahorros en las compañías proyectadas, y muchos perdieron casi todo cuando la burbuja estalló y las compañías les exigieron hacer frente a su compromiso de pago.
El gobierno británico promovió un laissez-faire casi total, evitando regular los ferrocarriles. Las compañías debían someter un Bill al parlamento para obtener el derecho a adquirir terrenos para su línea, lo que requería que la ruta del ferrocarril propuesto se aprobara; pero no había límites al número de compañías y no se comprobaba realmente la viabilidad financiera de las líneas. Cualquiera podía fundar una compañía, obtener inversiones y someter un Bill ("proyecto de ley") al parlamento. Dado que muchos miembros del parlamento (MPs) eran grandes inversores en estas compañías, era raro que un Bill no se aprobara durante el pico de la manía (1846), aunque sí se rechazaron algunas propuestas que eran descaradamente engañosas o imposibles de construir.
En el pico de la manía se proyectaron vastos trazados "directos" por terrenos problemáticos, difíciles de construir y casi imposibles para las locomotoras de vapor de la época.
Magnates como George Hudson desarrollaron rutas en el Norte y las Midlands amalgamando pequeñas compañías ferroviarias y racionalizando rutas. Él también era miembro del parlamento, pero finalmente no pudo ocultar sus prácticas fraudulentas, por ejemplo, los pagos de dividendos de capital.

## Final

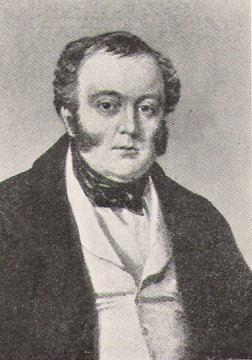
George Hudson.

Como otras burbujas, la Railway Mania se convirtió en un ciclo auto-promovido basado puramente en la especulación excesivamente optimista. A medida que las docenas de compañías formadas comenzaban a operar, y quedó claro que muchas de ellas eran simplemente inviables, los inversores comenzaron a darse cuenta de que los ferrocarriles no eran todos ellos tan lucrativos y fáciles de construir como les habían llevado a creer. Junto con esto, a finales de 1845 el Banco de Inglaterra subió los tipos de interés. A medida que los bancos comenzaban a volver a invertir en bonos, el dinero salía de los ferrocarriles, recortando el boom. Los precios de las acciones de los ferrocarriles suavizaron sus subidas y se estabilizaron. Cuando comenzaron a descender, la inversión se detuvo virtualmente de un día para otro, dejando a numerosas compañías sin fondos y a numerosos inversores sin perspectivas de recuperar sus inversiones. Las mayores compañías ferroviarias, como el Great Western Railway y el naciente Midland Railway comenzaron a comprar estratégicas líneas fallidas para expandir su negocio. Pudieron comprarlas a una fracción de su valor real, puesto que, enfrentados a la elección entre una oferta por debajo del valor de sus acciones o la pérdida total de su inversión, los accionistas naturalmente eligieron la primera.
Muchas familias de clase media, de rentas modestas pero confortables, habían perdido con el estallido de la burbuja todos sus ahorros, que invirtieron durante la manía.
El ciclo de expansión y contracción (boom-and-bust) que experimentó Gran Bretaña en el comienzo de la Revolución industrial creó las condiciones para la Railway Mania. El número de nuevas compañías cayó hasta casi ninguna a finales de los años 1840 y el comienzo de los 1850, cuando solamente las grandes compañías construían nuevas líneas. El crecimiento económico en las décadas de 1850 y 1860 permitió nuevos incrementos (booms) en la construcción de ferrocarriles, aunque de menores dimensiones, nunca alcanzaron un punto cercano a la escala de la Railway Mania; en parte debido a un control gubernamental más previsor (aunque todavía muy limitado), en parte a la mayor cautela de los inversores, y en parte porque la red ferroviaria del Reino Unido estaba llegando a su madurez, mientras que en la década de 1840 las nuevas empresas accedían a un verdadero "lienzo en blanco".

## Resultados
Al contrario que en otras burbujas financieras, en esta sí hubo un resultado neto tangible de la inversión: una vasta expansión de la red ferroviaria británica, aunque quizá a un coste inflado. Entre el alto número de esquemas poco prácticos, demasiado ambiciosos y directamente fraudulentos, promovidos durante la manía, hubo también un buen número de rutas prácticas (notablemente, la parte inicial del Great Northern Railway y la ruta Woodhead a través de los Peninos - de la compañía Sheffield, Ashton-under-Lyne and Manchester Railway-) e importantes líneas de mercancías (como gran parte de lo que se convertiría en el North Eastern Railway). Todos estos proyectos requerían grandes sumas de capital, todo el cual debía reunirse de empresas privadas. El frenesí especulativo de la manía hizo al público mucho más dispuesto que nunca lo estuvo o nunca lo volvería a estar a invertir las grandes sumas requeridas para la construcción de los ferrocarriles. Incluso muchas de las rutas que cayeron cuando la burbuja explotó, fueron posteriormente viables (y en algunos casos lucrativas), ya en manos de las compañías de mayor envergadora que las compraron. Se construyó un total de 6220 millas (10 010,1 km) de líneas de ferrocarril como resultado de proyectos autorizados entre 1844 y 1846; por comparación, el trazado actual de los ferrocarriles del Reino Unido es de unos 11 000 millas (17 702,7 km).

## Comparaciones
- Canalmanía (finales del siglo XVIII y comienzos del XIX)
- Radiomanía (años 1920)
- Telecom mania, con el despliegue de una desproporcionada infraestructura de fibra óptica para las telecomunicaciones. Simultáneamente se dio la burbuja punto com de los años 1990; en el periodo 1995-2000, durante el desarrollo de Internet, se establecieron muchas compañías que pretendían ofrecer nuevos servicios en el creciente mercado, algunas convertidas en start-ups (como Google), que prosperaron, pero otras, la gran mayoría, que fracasaron.